# Église Notre-Dame-de-l'Assomption du Seure
L'église Notre-Dame-de-l'Assomption est une église de style roman saintongeais située sur le territoire de la commune du Seure en Saintonge, dans le département français de la Charente-Maritime en région Nouvelle-Aquitaine.

## Historique
L'église de Le Seure fut construite en style roman au XIIe siècle.
Elle fait l'objet d'un classement au titre des monuments historiques depuis le 12 décembre 1910.